# Ryżówka (województwo podlaskie)
Ryżówka – wieś w Polsce położona w województwie podlaskim, w powiecie sejneńskim, w gminie Krasnopol. Leży przy drodze wojewódzkiej nr 653,
nad jeziorem Dowcień.
W latach 1975–1998 miejscowość administracyjnie należała do województwa suwalskiego.
Wieś położona na granicy Suwalskiego Parku Krajobrazowego. Zabudowania wsi przylegają do jeziora Dowcień – akwenu otoczonego polami i lasami grądowymi. Nieopodal wsi, 23 lutego 1944 roku, doszło do walk polskich partyzantów z niemieckimi żołnierzami. Podczas wojny część budynków we wsi spalono.
W latach 80. i 90. wieś często odwiedzana przez turystów z Warszawy i Śląska, jako miejsce wypoczynku letniego.
Wierni kościoła rzymskokatolickiego należą do parafii Niepokalanego Poczęcia Najświętszej Maryi Panny w Wigrach.